# Šlechtova restaurace (kniha)
Kniha Šlechtova restaurace s podtitulem "Obrázky z historie Stromovky" je publikace o historii jedné z nejznámějších pražských restaurací 19. a první poloviny 20. století. V roce 2019 ji vydal spisovatel Lukáš Berný, má 120 stran a na trh ji uvedlo ji Nakladatelství Hutter. 

## Obsah
Kniha je podrobnou historií slavné Šlechtovy restaurace v pražské Stromovce. Popisuje místo, kde se slavila korunovace císaře Františka II., životní jubileum Františka Palackého, obsahuje vzpomínky Jana Nerudy, Jana Wericha, ale připomíná i tradiční lidovou slavnost slamník. Publikace poukazuje na obrazy a grafické listy slavných mistrů (Karel Postl, Antonín Pucherna, Viktor Barvitius, Antonín Slavíček,  František Mašek), obsahuje fotografie (Josef Sudek) a odkazuje na knihy velkých spisovatelů, které restaurace něčím inspirovala (Jakub Arbes, Jaroslav Hašek, Ignát Herrmann, Jaroslav Seifert, Eduard Grégr, Ludvík Vaculík). A vrací se i k dějinám samotné Královské obory, k počátkům zavedení tramvaje do Stromovky, vysílání prvních místních koncertů Československým rozhlasem nebo pohledu na jiné podniky v oboře.
Publikace vznikala v přímé spolupráci s Karlem Šlechtou, prapravnukem Václava Šlechty, jehož jméno restaurace nese. Právě jeho rodinný archiv umožnil knihu vyzdobit mnoha snímky dobových materiálů. Tvorbu díla podpořily pražský Magistrát a též radnice Prahy 7, vyšlo v době vrcholících oprav chátrajícího objektu. Knihu propagoval také Klub za starou Prahu.